# آلودگی هوای تهران

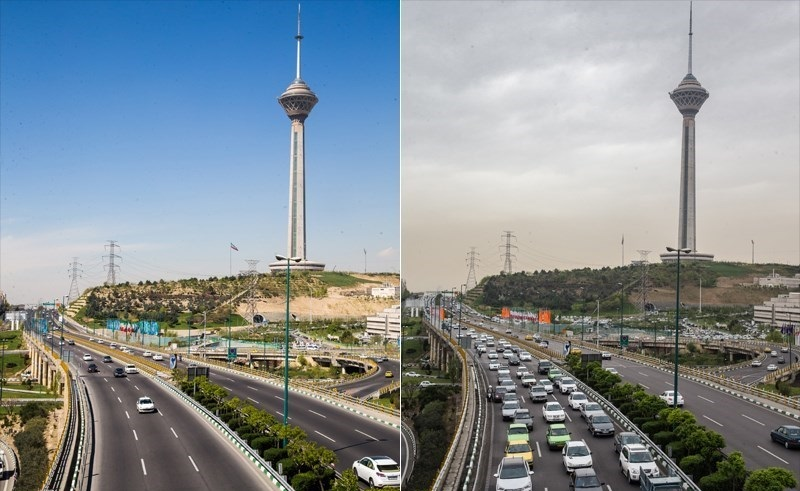
سنجش تصویری هوای تهران در یک روز کاری (راست) و تعطیلات نوروز (چپ).

آلودگی هوا، با توجه به پیامدهای زیان‌بارش به یکی از ملموس‌ترین مشکلات زیست‌محیطی تهران، پایتخت ایران و چندین شهر دیگر ایران تبدیل شده‌است. آمارها نشان می‌دهد که در روزهای افزایش آلودگی هوای تهران، شمار بیماران تنفسی «تا ۶۰ درصد» افزایش می‌یابند. بیشترین عامل مرتبط با زیاد شدن بیماری‌های سیستم قلبی و عروقی و ریوی، افزایش آلاینده‌های دی‌اکسید گوگرد، ذرات معلق و منواکسید کربن است، به‌گونه‌ای که «آلودگی هوا در تهران به‌طور متوسط موجب کاهش ۵ سال از عمر تهرانی‌ها شده‌است».
بنابر نظر برخی از کارشناسان محیط زیست، نخستین زنگ خطر جدی دربارهٔ آلودگی هوای تهران، در سال ۱۳۷۴ به صدا درآمد. در آن هنگام نزدیک به یکصد نفر از کارشناسان و مدرسان محیط زیست، جغرافیا و شهرسازی در پی نشستی در سالن اجتماعات پارک شهر تهران، متنی موسوم به بیانیه «هوای تهران ۷۴» منتشر کردند که در آن برای نخستین بار از آلودگی هوای پایتخت به عنوان یک «بحران ملی» که راه مقابله با آن «عزم ملی» است، نام برده شد.
این شهر پس از جاکارتا پایتخت اندونزی هفتمین شهر آلوده جهان شمرده می‌شود. بر پایهٔ گزارشی در میانهٔ آبان ۱۳۹۹، تهران از ابتدای این سال، تنها ۱۵ روز هوای پاک داشته‌است و در ۳ روز بعنوان آلوده ترین شهر جهان بوده.
زندگی در تهران برای افراد بسیار خطرناک میباشد، الودگی هوا به سطح بالایی رسیده و برای گروه‌های حساس ناسالم است. در صورت دچار شدن به مشکل تنفس یا ناراحتی گلو، مدت فعالیت در محیط باز را کاهش دهید.

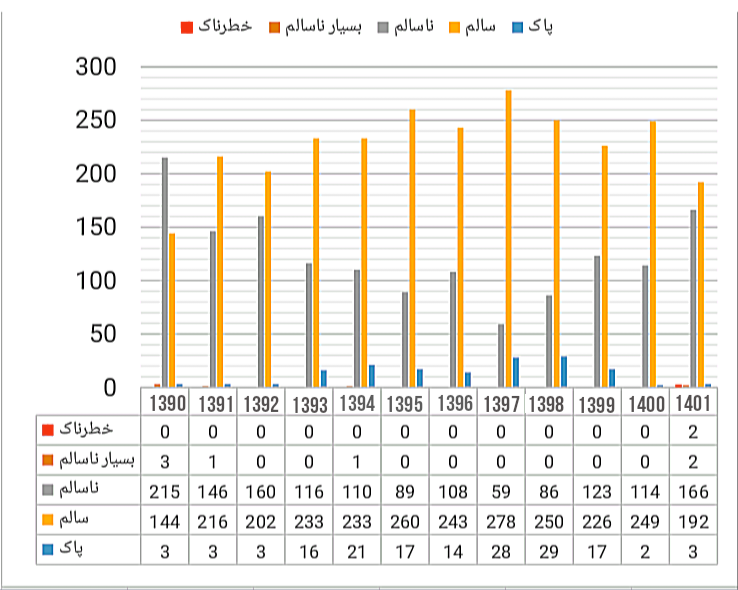
تعداد روزهای آلوده و پاک هوای تهران از ۱۳۹۰ تا ۱۴۰۱.

## دلایل

### سایت پسماندهای آرادکوه
در ۲۵ دی ۱۳۹۸، بوی نامطبوعی در فضای تهران پیچید، علت آن تجمع زباله‌ها در سایت پسماندهای آرادکوه و همچنین دی‌اکسید گوگرد بر اثر سوخت مازوت در برخی کارخانه‌های مستقر در منطقه جنوب تهران است. یکی از اعضای شورای شهر تهران علت اصلی آلودگی در تهران را مازوت‌سوزی می‌داند. در سایت آرادکوه روزانه بیش از ۷ هزار تن زباله شهر تهران بدون هر نوع بازیافتی در این منطقه دفن می‌شوند. به همین دلیل، در صورت وزش باد از سمت جنوب پایتخت، بوی نامطبوع این سایت دفن زباله در سطح کلانشهر تهران می‌پیچد.

### گازوئیل و بنزین بی‌کیفیت
گازوئيلی که در حال حاضر در ایران مورد استفاده قرار میگیرد تا ۱۰۰ برابر بیشتر از حجم مجاز گوگرد منتشر می‌کند در نتیجه به‌طور طبیعی چنین حجمی از گازوئیل که به وسیله اتوبوس‌ها و کامیون‌های فرسوده ایجاد می‌شود، در کنار بنزین بی‌کیفیت پتروشیمی موجب آلودگی هوا شده است.

## اثرات

### سلامتی

تصویری از برج میلاد در هوای آلوده، آذر ۱۳۹۸.

1. در ایران سالیانه ۴٠۰۰۰ نفر بر اثر آلودگی هوا می‌میرند.[۹]
2. مطابق گزارش بانک جهانی در سال ۱۳۸۲، ۸۱۵۲ تن تهرانی به دلیل آلودگی هوا جان خود را از دست داده‌اند به‌طوری‌که فاصله سال‌های ۸۲ تا ۸۵، نه تنها از میزان مرگ بر اثر آلودگی هوا در تهران کاسته نشده، بلکه تنها در آبان ماه سال ۸۵، آلودگی هوای تهران به اندازه نیمی از تمام سال ۸۲ قربانی داشته‌است.[۱۰]
3. به خاطر استنشاق هوای تهران ۹۹۰۰ نفر در سال ۸۴ به دلیل دو آلاینده NOx و PM10 فوت کردند. آلاینده PM10 به تنهایی در سال ۱۳۸۸ موجب مرگ ۶۲۰۰ نفر شده‌است.[۱۱]
4. در اثر آلودگی هوایی که در کشور ایران در سال ۱۳۸۹ به وجود آمد، حداقل ۴۰۰۰ نفر در اثر این آلودگی جان خود را از دست داده‌اند.[۱۲]
5. سازمان بهداشت جهانی در مهر، آبان ۱۳۸۵ (اکتبر سال ۲۰۰۶) پس از ۱۵ سال تحقیقات اعلام کرد که آلودگی هوا در بروز سرطان مؤثر است. .[۱۳]
6. گزارشات آماری از عواقب آلودگی هوا در ایران از «واقعه ۴۵ هزار مرگ در تهران در طول یک سال بر اثر آلودگی هوا» خبر دادند.[۱۴]

### بر پایه اجزای آلوده‌کننده هوا
1. منوکسید کربن: سردرد-کاهش هوشیاری-حمله قلبی-بیماری‌های قلبی و عروقی-ناتوانی در رشد جنین-در نهایت مرگ
2. دی‌اکسید سولفور: سوزش چشم-خس خس سینه-تنگی و سفتی قفسه سینه-تنگی نفس-تخریب ریه-اختلالات بینایی
3. نیتروژن دی‌اکسید: عفونت دستگاه تنفسی-تحریک ریه-سرفه-درد قفسه سینه-مشکل تنفسی
4. اوزون: سوزش چشم و گلو-سرفه-مشکلات راه تنفسی-آسم-تخریب ریه
5. سرب: کم‌خونی-افزایش فشار خون-تخریب کلیه و مغز-اختلالات عصبی-سرطان-کاهش ضریب هوشی
6. ذرات بسیار کوچک دوده، گردوغبار و قطرات کوچک مایع: سوزش چشم-آسم-برونشیت-تخریب ریه-سرطان-مسمومیت فلزات سنگین-اثر بر سیستم قلبی عروقی-اختلالات بینایی.[۱۵]

### اقتصاد
بر اساس گزارش سال ۲۰۱۸ بانک جهانی اگر غلظت ذرات معلق هوای تهران از ۳۲ میکروگرم بر مترمکعب کنونی به ۱۰ میکروگرم بر مترمکعب که استاندارد جهانی است برسد، سالیانه ۱٫۸ میلیارد دلار بابت خسارت‌های اقتصادی و پیشگیری و درمان، در شهر تهران صرفه‌جویی خواهد شد.

## راهکارها

### برنامه جامع مبارزه با آلودگی هوای تهران

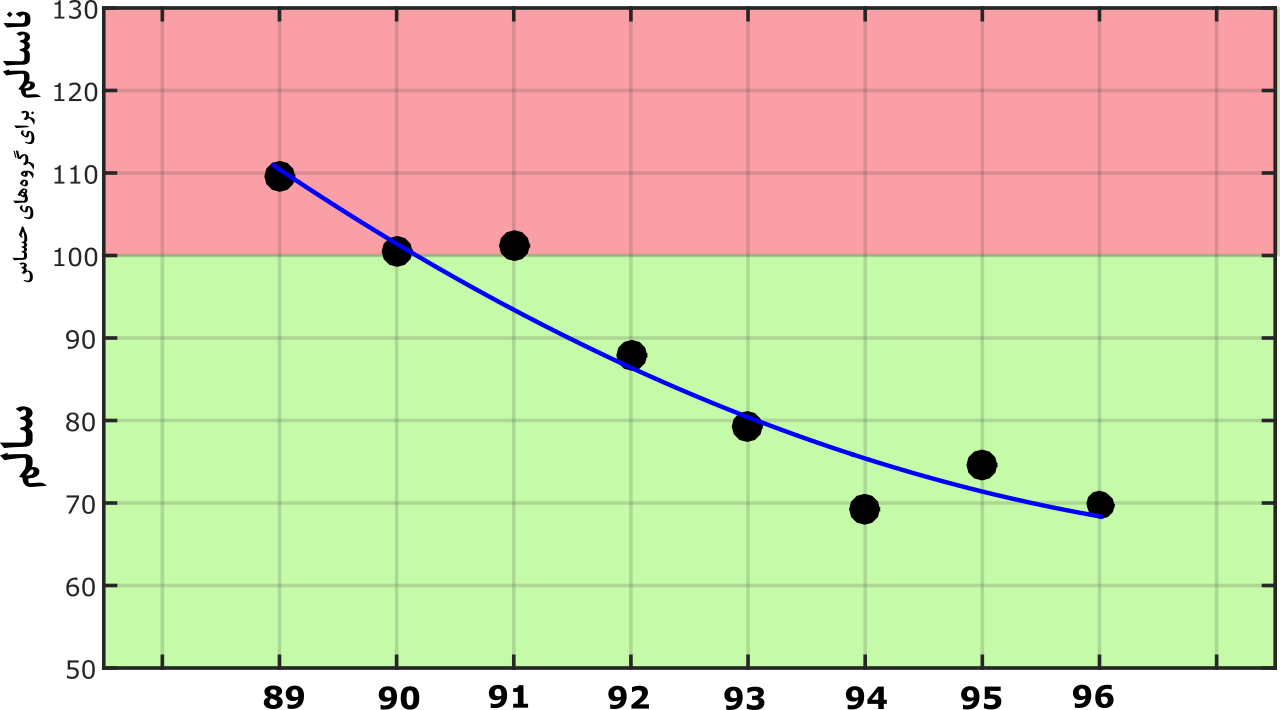
متوسط سالیانهٔ شاخص آلودگی هوا در تهران، اندازه‌گیری‌شده در ایستگاه سازمان هواشناسی، واقع در اقدسیه، منطقه یک تهران برای سال‌های ۱۳۸۹ تا ۱۳۹۶.

در کنار آلودگی هوا باید به آلودگی صوتی نیز به عنوان یکی از مهمترین آلاینده‌های زیست‌محیطی ناشی از وسایل نقلیه در شهرهای بزرگ ایران اشاره داشت. به جز تهران میزان آلودگی هو ای شهرهای اهواز، اراک، تبریز، مشهد، شیراز، کرج و اصفهان نیز مورد توجه خاص قرار دارد.
در پی این مطالعات، برنامه‌ای تحت عنوان «برنامه جامع مبارزه با آلودگی هوای تهران» در سال ۱۳۷۹ طراحی و تصویب شد تا طبق این برنامه ظرف مدت ۱۰ سال هوای پایتخت به کیفیت سالم و قابل تنفس برسد. این برنامه شامل ۷ محور ذیل می‌باشد: استانداردسازی خودروهای نو، از رده خارج کردن خودروهای فرسوده، ارتقای حمل و نقل عمومی، بهبود کیفیت سوخت، معاینه فنی خودروها، مدیریت ترافیک و آموزش همگانی. این برنامه با همکاری وزارت صنایع، وزارت نفت، سازمان حفاظت محیط زیست، شهرداری تهران و پلیس راهنمایی و رانندگی به مورد اجرا درآمد.
در پی آن در پاییز ۱۳۸۶ «طرح جامع حمل و نقل و ترافیک تهران» تهیه و تصویب شد. این طرح، که اهداف کلی آن بر اهداف طرح‌های فرادست – مانند «طرح جامع تهران» و هم چنین برنامه چهارم توسعه اقتصادی ایران – استوار شده‌اند، چشم‌انداز تحولات مطلوب این شهر در ۲۰ ساله آینده را ترسیم می‌کند. در جدول شماره (۵–۲)طرح جامع حمل و نقل و ترافیک تهران شاخص‌های حمل و نقلی تهران در سال ۱۳۸۶ و سال ۱۴۰۴ در مقایسه با متوسط شهرهای اروپایی در قالب ارقام و آمار ارائه شده‌اند.
در ارتباط با کاهش آلودگی هوا، این طرح– علاوه بر گسترش و بهبود کیفیت حمل و نقل عمومی، از رده خارج کردن کلیه خودروها و موتورسیکلت‌های فرسوده، تولید خودروهای دوگانه‌سوز و همچنین توسعه عرضه گاز طبیعی فشرده، که از اهداف برنامه چهارم توسعه اقتصادی ایران هستند و در این طرح نیز گنجانده شده‌اند – به برنامه‌های زیر اشاره می‌کند:
1. گسترش فضاهای سبز اطراف شبکه معابر
2. ایجاد معابر پیاده‌رو در مناطق تجاری شهر
3. ممانعت از ورود تاکسی‌های بنزین سوز به سیستم
4. دوگانه‌سوز کردن تاکسی‌های بنزینی موجود
5. وضع عوارض جدید برای خودروها متناسب با مصرف سوخت و انتشار آلودگی

البته این راهکارها به دلایل مختلف تا به حال جوابگوی معضل ترافیک و آلودگی هوای تهران نبوده‌اند. از جمله می‌توان به موارد زیر اشاره کرد:
- «گوگرد گازوئیل در حالت استاندارد باید بین ۱۵ تا ۲۰ پی پی ام باشد، اما متأسفانه در ایران از گازوئیل «۷ هزار پی پی ام» استفاده می‌شود»[۲۱]
- «طبق قانون برنامه چهارم تا پایان این برنامه باید یک میلیون خودروی فرسوده از رده خارج می‌شد، در حالی که با گذشت ۴ سال از این قانون تنها ۳۰۰ هزار خودروی فرسوده از رده خارج شده‌است.»
- علی‌رغم اضافه شدن شبکه مترو به شبکه حمل و نقل عمومی تهران در ده سال گذشته و افزایش تعداد اتوبوسها و مینی بوس‌ها در این مدت، سهم حمل و نقل عمومی در کل سفرها به ۲۶ درصد کاهش پیدا کرده‌است.[۱۷]
- به دلیل افزایش روزافزون مالکیت خودروی شخصی درسالهای گذشته[۱۷] و با توجه به اینکه برخی از خودروها همچون پژو آر- دی و نیسان با تکنولوژی ۳۰ سال پیش تولید می‌شوند، اجرای طرح سهمیه بندی سوخت تنها موقتاً موجب کاهش مصرف شده‌است.
- سرعت متوسط وسایل نقلیه عمومی تنها ۱۵ کیلومتر در ساعت است.[۱۷] مصرف سوخت خودرو در سیکل شهری کمی کمتر از دو برابر اتوبان است.[۲۲]
- عدم عنایت به موضوع مهم فرهنگ ترافیک

راهکارهای بالا بردن سهم سفرها با وسایل نقلیهٔ عمومی یا نیمه عمومی عمدتاً به این دلیل کارساز نبوده‌اند که سفرهای سوارهٔ ساکنان تهران در طی ۱۰ سال گذشته، رشد ۲۰ درصدی و سفرهای ساکنان حومه شهر تهران رشد ۷۹ درصدی داشته‌اند. عامل اصلی این دو نیز رشد جمعیت تهران و به ویژه شهرها و شهرک‌های اقماری آن، در کنار رشد رفاه عمومی بوده‌است. این رشد نیز به خودی خود مدیون جذابیت شهرتهران که مرکز تولید بیش از ۲۵ درصد تولید ناخالص داخلی ایران و در عین حال قطب بلامنازع سیاسی، اقتصادی و فرهنگی ایران محسوب می‌شود، می‌باشد. در مصاحبه‌ای جداگانه و در مراسم روز جهانی لایهٔ ازن، عیسی کلانتری معاون رئیس‌جمهور و رئیس سازمان حفاظت محیط زیست عنوان داشت که؛ ۵۱٪ آلودگی هوای تهران به سبب کامیون‌هایی است که شب‌ها وارد تهران می‌شوند. وی به رقمی در حدود ۲۰ هزار کامیون اشاره داشت که با ورود شبانه به پایتخت، باعث ایجاد این مقدار از آلودگی می‌گردند

### آژانس ژاپنی جایکا
درسال‌های پس از آن و در پی انعقاد قرارداد همکاری با آژانس ژاپنی جایکا توسط شهرداری تهران، بررسی‌های جامعی در خصوص آلودگی هوای تهران انجام و تدوین راهکارهای لازم برای بهبود وضع آلودگی هوا شروع شد. بنابراین پژوهش‌ها روزانه بالغ بر یک‌هزار و ۱۹۲ تُن مواد آلاینده در هوای تهران منتشر می‌شود. بیشترین این آلاینده‌ها مربوط به اکسیدهای گوگرد با انتشار ۶۹۵ تُن در هر روز است که بعد از آن به ترتیب اکسیدهای نیتروژن، منواکسید کربن و هیدروکربن‌های سوخته نشده، عمده آلاینده‌های هوای تهران محسوب می‌شوند. براین ارقام باید ۱۶ تن ذرات لاستیک و ۷ تن آزبست لنت ترمزها را در سال اضافه نمود. همچنین معلوم شد که اگرچه بیش از ۸۰۰ هزار واحد صنعتی مستقر در تهران سهم بزرگی در آلودگی این شهر دارند، ۸۸ درصد آلودگی هوای تهران ناشی از آلایندگی وسایل نقلیه است،
در حالی که میزان استاندارد آزبست در هوا، صفر و میزانی که سازمان بهداشت و محیط زیست برای آمریکا و اروپا ارائه داده، پنج صد هزارم فیبر بر میلی لیتر است، اندازه‌گیری این الیاف در هوای تهران، میزان آزبست را سه‌هزارم فیبر بر میلی‌لیتر نشان می‌دهد. این بدان معنا است هوایی که تهرانی‌ها تنفس می‌کنند، ۶۰ برابر اروپا و آمریکا آزبست دارد. این میزان بالای آلایندگی در حالی است که میزان استاندارد آزبست در هوای آزاد، صفر است.
زیرا که از یک سو مصرف سوخت خودروهای فرسوده سه برابر خودروهای جدید و میزان آلایندگی‌شان چندین برابر آن‌ها است و از سوی دیگر بسیاری از خودروهای تولید داخلی، با این‌که نو هستند، اما از استانداردهای لازم برخوردار نیستند.
بنا بر آمارها، در سال ۱۳۸۸ خورشیدی بیش از ۳۰ هزار تاکسی فرسوده در تهران وجود داشت.
در این میان آلایندگی موتورسیکلت‌ها با توجه به این نکته که موتورسیکلت‌ها چندین برابر خودروهای شخصی آلودگی تولید می‌کنند وضعیت را بحرانی‌تر می‌کند.

## گرد و غبار و ریزگردهای ۱۴۰۲

### ۱۸ دی
به گزارش رسانه‌های خبری شاخص کیفیت آلودگی هوای تهران ۱۶۲ یعنی در شرایط قرمز قرار گرفته و به این ترتیب برای گروه‌های مختلف آلوده است.

### ۱ اسفند
شاخص کیفیت آلودگی هوا در حال حاضر به عدد ۱۰۳ رسید که این شرایط برای گروه‌های حساس مانند بیماران قلبی و کودکان،... هوای ناسالم است.